# グエン・ソン

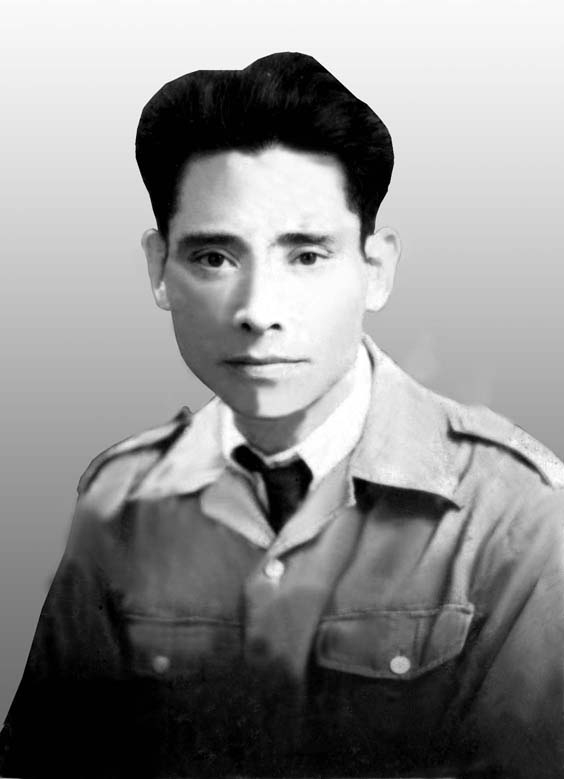
グエン・ソン

グエン・ソン（ベトナム語：Nguyễn Sơn、漢字：阮山、1908年10月1日 - 1956年10月21日）は、ベトナム民主共和国（現：ベトナム社会主義共和国）および中華人民共和国の軍人。ベトナム人民軍と中国人民解放軍の少将。
本名はVũ Nguyên Bác（武元博）。黄埔軍官学校時代は李英嗣、中国共産党での活動時は洪水と名乗った。
ベトナム人民軍の幹部育成のために、旧日本軍将兵を招聘して、ベトナム最初の士官学校、クァンガイ陸軍中学を創設したことでも知られる。

## 経歴

### 出自 - ヴォー・グエン・バック
河内市嘉林県出身。Vũ（武）家は、中国福建省を出自とする。ヴォー・グエン・バックは、裕福な家庭に育ち、将来を約束されていたが、16歳の時、ホー・チ・ミンの呼びかけに応じて広州に移り、ベトナム青年革命同志会に参加した。この時、李英嗣に改名した。

### 黄埔軍官学校 - 李英嗣
1926年春、李英嗣は黄埔軍官学校に入校し、黄埔第4期中の優等生となった。ホー・チ・ミンは広州を離れる前、李英嗣に黄埔軍官学校に留まり、中国共産党と共に革命闘争に参加するように指示した。
1927年初め、蔣介石を初めとする国民党右派が上海で「四・一二反革命政変」（上海クーデター）を発動し、共産党員の弾圧とソ連人の追放を行い、白色テロを展開すると、李英嗣は国民党を脱党し、同年8月、中国共産党に入党した。

### 八路軍 - 洪水
1927年12月、李英嗣は広州起義に参加した。起義の失敗後は香港、タイ等を転々とし、革命闘争を継続した。1929年1月、中国に再入国し、中国工農紅軍47団連指導員に任命され、広東省東江遊撃区で遊撃戦を行った。この時、「止まることなく、ひたすら前進する」意を込めて、李英嗣から洪水に改名した。
1931年、洪水は23歳で連指導員から紅102団政治委員、紅12軍第34師政治部主任を歴任した。1934年、瑞金で召集された中華ソビエト共和国第2次全国代表大会において、洪水は朝鮮人の畢士悌と共に、外国人で唯2名の中央執行委員会委員に選出されたが、外国籍であった洪水は、20元の「工農銀票」を紛失したことを口実に、党内の右傾機会主義分子から攻撃され、党から除籍されて、董必武が校長を務める党校の教育を受けることとなった。1935年初め、長征途中の遵義会議後、洪水は党籍を回復した。洪水は長征に参加した唯一のベトナム人でもあった。
中央紅軍と紅4方面軍の会合後、洪水は紅4方面軍総指揮の張国燾から「国際スパイ」呼ばわりされ、再び党から除籍された。この時、殺害される危険もあったが、朱徳総司令と劉伯承元帥に保護され、難を逃れた。1936年6月初め、戦闘中に撃破され、敵の包囲網を突破した洪水は、延安に辿り着いた。この後、毛沢東と党中央は洪水が冤罪だったことを認めて党籍を回復、彼を紅軍大学（後に抗日軍政大学に改称）第1期の学習に送った。洪水は教育終了後、八路軍政治部に配属され、鄧小平等と共に働き、「抗敵報」を創刊した。
1938年、洪水は閻錫山の讒言に遭って三たび党を除籍され、晋察冀軍政幹部学校の教員に左遷されたが、年末には党籍を回復した。

### ベトナム人民軍 - グエン・ソン
第二次世界大戦終結後の1945年末、洪水はホー・チ・ミンの求めに応じ、祖国ベトナムに帰国した。この時からグエン・ソンの名前を使い始めた。正規の軍事教育と豊富な軍歴を有するグエン・ソンは重責を担い、ベトナム南方抗戦委員会主席兼南中部抗戦委員会主席、クァンガイ陸軍中学校長、ベトナム第4連区党委員会副書記、司令員兼政治委員の要職を歴任した。1947年1月30日、国防部軍訓局長に任命。同年7月10日、第4戦区区長に任命。
第一次インドシナ戦争時、グエン・ソンは、軍事的才能を発揮し、順化、平治開等の戦役で勝利を収め、根拠地の確立、部隊の発展に努めた。グエン・ソンが指揮する部隊が守る清化等の地は、ベトナム中部の解放区となり、フランス軍は敢えてこの地に侵入しようとはしなかった。石井卓雄少佐が軍政顧問として補佐している。グエン・ソンは、文筆家でもあり、芸術方面にも関心を有し、彼のいる第4区は、一種の「文化根拠地」ともなった。1948年1月1日付でホー・チ・ミンは、グエン・ソンにベトナム人民軍少将の階級を授与した。

### 中国人民解放軍 - 洪水
グエン・ソンは中国共産党での経歴を有していたことから、反中感情の強いベトナム人の不満を引き起こし、1950年、ホー・チ・ミンはやむを得ず彼を中国に送り返した。
中国に戻った後、洪水は、中共中央統戦部、中共中央連絡部に勤務した。その後、中国人民解放軍南京軍事学院で学び、優秀な成績で卒業した後、中国人民解放軍訓練総監部（後に総参謀部と合併）に勤務した。条令局副局長と「戦闘訓練」雑誌社社長の職責において、洪水は、中国軍の現代化、正規化に貢献した。1955年9月27日、中国政府は中南海懐仁堂において、彼に中国人民解放軍少将の階級、一等八一勲章、一等独立勲章、一等解放勲章を授与した。

### 帰郷・死去
1956年初め、洪水は末期の肺癌と診断された。中国政府は彼の治療に最大限の努力を払い、専門家をソ連に送った。自身の病状を知った洪水は、中共中央とベトナム中央に祖国への帰国を要請した。
1956年9月27日、毛沢東、周恩来、葉剣英、彭徳懐等、党・国家指導者が、全国政協礼堂で彼の帰国を見送った。駅では、葉剣英と200人以上の中国の将官が彼の送別のために集まった。
1956年10月21日、故郷のハノイで死去。ベトナム政府は彼を国葬で弔った。毛沢東は彼の死に際し、「洪水同志は、数十年、中国人民の解放事業に滅私奉公し、中国人民は、永遠にあなたに感謝する」と述べた。

## パーソナル

### 家族
生涯で3度結婚し、8子（3男5女）を有し、その内、長男と次男は、2番目の妻により養育された。
2番目の妻、陳剣戈は中国人で、革命分子だった。彼女は、一人で2人の子供を育てながら、夫が前線から帰って来るの待っていたが、妻子が延安で爆撃により死亡したと知らされていたグエン・ソンは、新たな家庭を築いていた。
3番目の妻、黎恒熏はベトナム人で、書香門弟の出身。グエン・ソンの死去時、中国政府は遺族に3万元の手当を支給したが、彼女は全額をベトナム政府に寄付した。
- 長女 - 武清閣（ベトナム籍）
- 長男 - 陳寒楓（中国籍）
- 次男 - 陳小越（中国籍）
- 次女 - 阮梅林（ベトナム籍）
- 三女 - 阮清霞（ベトナム籍）
- 三男 - 阮剛（ベトナム籍）
- 四女 - 阮越紅（ベトナム籍）
- 五女 - 阮越恒（ベトナム籍）

### 叙勲
中国の一等八一勲章、一等独立勲章、一等解放勲章を受章。